# Keith Kelsall
Keith Kelsall (* 23. Januar 1910 in Milngavie; † 1. Mai 1996 in Sheffield) war ein britischer Soziologe und Professor an der University of Sheffield. Er war 1951 Mitbegründer der British Sociological Association, als deren Präsident er von 1977 bis 1979 amtierte.
Nach dem Schulbesuch an der Kelvinside Academy erwarb Kelsall an der University of Glasgow einen ersten Abschluss in Geschichte und politischer Ökonomie. Bald darauf bekam er eine Anstellung als Dozent an der University of Hull. Während des Zweiten Weltkrieges war er in Birmingham beim Ministerium für Stadt- und Landesplanung beschäftigt. Nach Kriegsende setzte er seine akademische Laufbahn mit Forschungsarbeiten an der London School of Economics and Political Science fort. 1955 übernahm er die Leitung der School of Social Studies an der University Sheffield und baute die kleine Einrichtung für Fortbildungen in Sozialer Arbeit in ein soziologisches Hochschulinstitut um, an dem er bis 1975 als Professor forschte und lehrte.

## Schriften (Auswahl)
- Glass in 18th century England. The footed salver.  Sheffield Academic Press, Sheffield 1989, ISBN 0951512005.
- Mit Helen M. Kelsall und Lynne Chisholm: Stratification. An essay on class and inequality. 2. Auflage, Longman, London/New York 1984, ISBN 0582295637.
- Population. 4. Auflage, Longman, London/New York 1979, ISBN 0582290058.
- Wage regulation under the Statute of artificers. Methuen, London 1938.